# Roseta de deformación

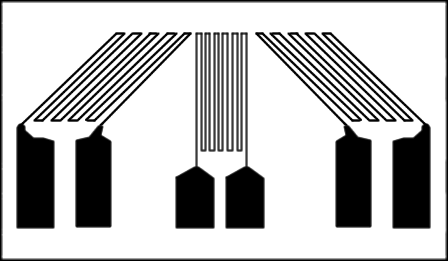
Roseta.

Una roseta de deformación es un arreglo de tres galgas extensiométricas utilizado para medir el estado de deformaciones de un material en el plano, lo cual implica medir la deformación normal en x {\displaystyle \left(\epsilon \ _{x}\right)}, la deformación normal en y {\displaystyle \left(\epsilon \ _{y}\right)} y la deformación cortante en el plano {\displaystyle \left(\gamma \ _{xy}\right)}. Debido a que una galga sólo puede medir la deformación normal, a veces resulta más conveniente utilizar una roseta de deformación.
Las deformaciones unitarias son medidas únicamente en el plano en el que se encuentran las galga extensiométrica y como el cuerpo no tienen esfuerzos en su superficie, los medidores pueden estar sometidos a esfuerzo plano, pero no a deformación plana. La línea que es normal a la superficie libre es un eje principal de deformación, por lo que la deformación unitaria normal principal, sobre todo ese eje no puede ser medida por la roseta de deformación. Esta deformación unitaria hace que haya un desplazamiento en el plano, sin embargo no afecta las medidas obtenidas.
Aunque pueden crearse infinidad de combinaciones para el arreglo de galgas, existen dos que son las más utilizadas: la roseta rectangular y la roseta delta.
Para nombrar a cada una de las galgas se usan las primeras letras del abecedario, comenzando por la roseta horizontal y siguiendo el sentido opuesto de las manecillas del reloj.
Para estados biaxiales de esfuerzos (muy común en el uso de Galgas Extensiométricas), una roseta de dos o tres elementos puede ser utilizada para determinar los esfuerzos principales que allí se presenten.

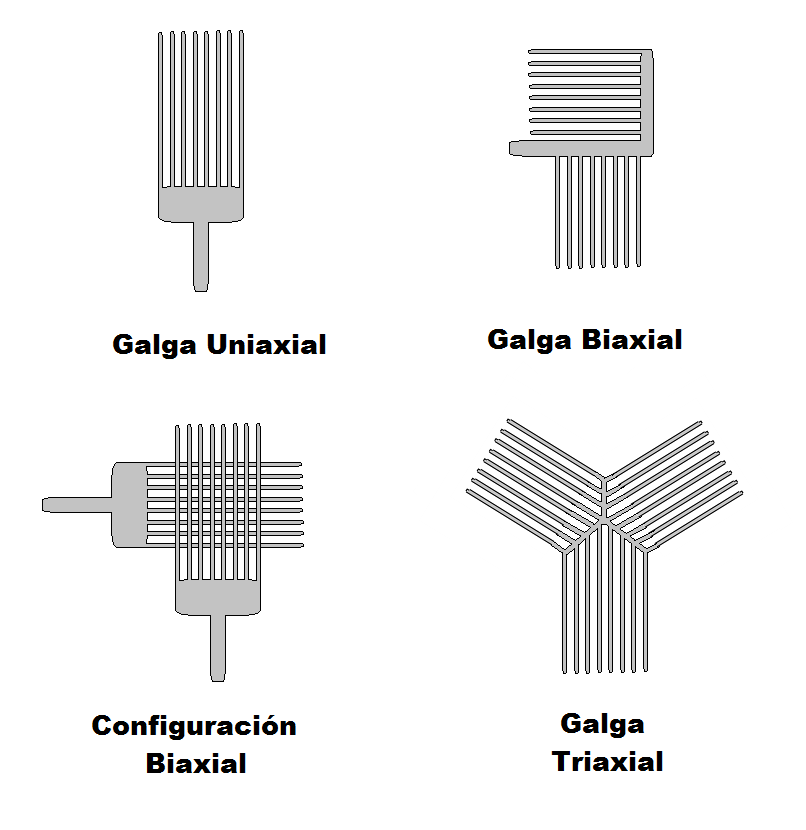
Configuración Galgas.

Cuando se conocen las direcciones de los esfuerzos principales, se puede utilizar una roseta de dos elementos ubicados a 90°, empleada con las direcciones de los ejes alineados con los esfuerzos principales. Las direcciones de los esfuerzos principales se pueden determinar con bastante precisión. por ejemplo, según la forma del objeto al que se le van a medir los esfuerzos y el modo en que éste está cargado, puede dar una idea de la ubicación de dichos esfuerzos por la simetría del problema.
Otra manera de determinar las direcciones de los esfuerzos principales puede ser mediante el método de PhotoStress® testing, que consiste en aplicar una pequeña capa o lámina sobre el objeto o pieza al que se le van a determinar los esfuerzos, para luego cargarse. Dicha lámina se visualiza a través de un polariscopio de reflexión y el esfuerzo sobre dicha lámina se determina mediante un patrón de colores que revela de manera inmediata la distribución de los esfuerzos, señalando las áreas en donde están concentrados. Posteriormente y por medio de un transductor óptico montado sobre el polariscopio de reflexión, se puede obtener una medida cuantitativa de los esfuerzos obtenidos.
En la mayoría de los casos de superficies que están siendo sometidas a esfuerzos, en los que no se conocen las direcciones de los esfuerzos principales, se puede utilizar una roseta de tres elementos, que puede ser ubicada en cualquier dirección, pero generalmente se recomienda que la disposición de una de sus grillas se encuentre alineada con un eje principal de la pieza en estudio.
Cuando se piensa utilizar una roseta, debemos tener en cuenta si la roseta a utilizar es simple-plana o es apilada. Para una longitud de galga determinada, la roseta simple-plana es mejor que la apilada en cuanto a la transferencia de calor a la pieza u objeto que estamos analizando y generalmente ayuda a obtener más estabilidad y precisión en las mediciones de esfuerzos estáticos. Cuando existe un esfuerzo significativo perpendicular a la superficie, la roseta simple-plana arroja datos de esfuerzos más precisos pues todas las áreas se encuentran más próximas a la superficie de la pieza de prueba posible.
Otra consideración es que las rosetas apiladas son difíciles para contornear superficies circulares que las rosetas simple-plana.

## Roseta perpendicular

Roseta de deformación a 90°, las galgas son ubicadas en esta posición para medir deformaciones, conocidas las direcciones los esfuerzos principales.

Una roseta se dice que es perpendicular o “T” cuando sus galgas están arregladas con una diferencia de 90°, a diferencia de las rosetas rectangulares o delta que se componen de tres galgas, este arreglo se compone únicamente de dos, por lo que una galga se encontrará en posición horizontal y otra en posición vertical.
Las rosetas perpendiculares deben ser usadas únicamente cuando se conozcan las direcciones de los esfuerzos principales en el punto de la superficie sobre la que se hace el ensayo.
Partiendo del supuesto de que se conocen las direcciones de los esfuerzos principales, con este arreglo de galgas, las deformaciones son las siguientes:
{\displaystyle \epsilon \ _{x}=\epsilon \ _{a}}
{\displaystyle \epsilon \ _{y}=\epsilon \ _{b}}

## Roseta rectangular

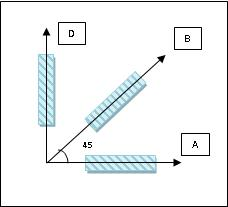
Roseta de deformación a 45°, las galgas son ubicadas en esta posición para poder medir deformaciones en todas las direcciones.

Una roseta se dice que es rectangular cuando sus galgas están arregladas con una diferencia de 45° entre sí, por lo que una roseta se encontrará en posición horizontal, una en posición vertical y otra a un ángulo de 45°.
Con este arreglo de galgas, las deformaciones son las siguientes:
{\displaystyle \epsilon \ _{x}=\epsilon \ _{a}}
{\displaystyle \epsilon \ _{y}=\epsilon \ _{c}}
{\displaystyle \gamma \ _{xy}=2\epsilon \ _{b}-\left(\epsilon \ _{a}+\epsilon \ _{c}\right)}

## Roseta delta

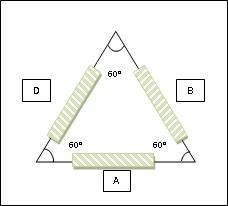
Roseta equiangular, las galgas forman un triángulo equilátero, es decir, forman ángulos de 60° entre ellas. Las tres direcciones obtenidas serán las componentes normales de deformación.

Se dice roseta delta, también llamada como roseta equiangular a aquella que tiene sus galgas posicionadas con una diferencia de 60° entre sí, por lo que habrá una en posición horizontal, otra a 60° y, por último, una a 120°. Esta roseta forma un triángulo equilátero.
Con este arreglo de roseta las deformaciones en los ejes son las siguientes:
{\displaystyle \epsilon \ _{x}=\epsilon \ _{a}}
{\displaystyle \epsilon \ _{y}={\frac {1}{3}}\left(2\epsilon \ _{b}+2\epsilon \ _{c}-\epsilon \ _{a}\right)}
{\displaystyle \gamma \ _{xy}={\frac {2}{\sqrt {3}}}\left(\epsilon \ _{b}-\epsilon \ _{c}\right)}

## Mediciones de esfuerzos y direcciones principales con rosetas
Las ecuaciones para el cálculo de las deformaciones principales a partir de las tres medidas hechas con la roseta de deformación se derivan de la transformación de los esfuerzos. Tal transformación expresa la deformación normal en cualquier dirección sobre una superficie de prueba, en términos de las dos deformaciones principales y los ángulos que forma el eje principal con la dirección de las deformaciones principales.
Esta situación puede verse más fácilmente con la ayuda de círculo de Mohr (los ángulos en el círculo de Mohr son el doble de los ángulos físicos) en donde la deformación normal en cualquier ángulo θ formado con el eje principal se expresa a través de:
{\displaystyle \epsilon \ _{theta}={\frac {\epsilon \_P+\epsilon \ _{Q}}{2}}+{\frac {\epsilon \_P-\epsilon \ _{Q}}{2}}\cos(2\theta )} (1)
Análogamente, sustituyendo en la ecuación anterior los ángulos de las tres direcciones de la roseta, los esfuerzos {\displaystyle \left(\epsilon \ _{2}\right)} y {\displaystyle \left(\epsilon \ _{3}\right)} se pueden expresar así:
{\displaystyle \epsilon \ _{1}={\frac {\epsilon \_P+\epsilon \ _{Q}}{2}}+{\frac {\epsilon \_P-\epsilon \ _{Q}}{2}}\cos(2\theta )} (2.1)
{\displaystyle \epsilon \ _{2}={\frac {\epsilon \_P+\epsilon \ _{Q}}{2}}+{\frac {\epsilon \_P-\epsilon \ _{Q}}{2}}\cos 2(\theta +{\frac {\pi }{4}})} (2.2)
{\displaystyle \epsilon \ _{3}={\frac {\epsilon \_P+\epsilon \ _{Q}}{2}}+{\frac {\epsilon \_P-\epsilon \ _{Q}}{2}}\cos 2(\theta +{\frac {\pi }{2}})} (2.3)
Cuando la roseta está instalada en una superficie de prueba sometida a un estado de deformación arbitraria, las variables {\displaystyle \left(\epsilon \ _{P}\right)} y {\displaystyle \left(\epsilon \ _{Q}\right)} son desconocidas, Pero las deformaciones {\displaystyle \left(\epsilon \ _{1}\right)} , {\displaystyle \left(\epsilon \ _{2}\right)} y {\displaystyle \left(\epsilon \ _{3}\right)} se puede medir. De este modo, {\displaystyle \left(\epsilon \ _{P}\right)} , {\displaystyle \left(\epsilon \ _{Q}\right)} y {\displaystyle \left(\theta \ \right)} , las deformaciones principales y el ángulo pueden ser expresados en términos de las tres medidas de deformación así:
{\displaystyle \epsilon \ _{P,Q}={\frac {\epsilon \ _{1}+\epsilon \ _{3}}{2}}\pm {\frac {1}{\sqrt {2}}}{\sqrt {(\epsilon \ _{1}-\epsilon \ _{2})^{2}+(\epsilon \ _{2}-\epsilon \ _{3})^{2}}}} (3)
{\displaystyle \theta ={\frac {1}{2}}\arctan({\frac {\epsilon \ _{1}+(2\epsilon \ _{2})+\epsilon \ _{3}}{\epsilon \ _{1}-\epsilon \ _{3}}})} (4)
El desarrollo anterior se ha aplicado a la roseta rectangular, pero el mismo procedimiento se puede utilizar para derivar los datos correspondientes de reducción de las ecuaciones para la roseta delta. Cuando los ángulos θ, θ +60°, y θ + 120° son sucesivamente sustituidos en la ecuación
(1)las tres ecuaciones resultantes de nuevo pueden ser resueltas para las deformaciones principales y angulares. Así, para la roseta delta:
{\displaystyle \epsilon \ _{P,Q}={\frac {\epsilon \ _{1}+\epsilon _{2}\ +\epsilon \ _{3}}{3}}\pm {\frac {\sqrt {2}}{3}}{\sqrt {(\epsilon \ _{1}-\epsilon \ _{2})^{2}+(\epsilon \ _{2}-\epsilon \ _{3})^{2}+(\epsilon \ _{3}-\epsilon \ _{1})^{2}}}} (5)
{\displaystyle \theta ={\frac {1}{2}}\arctan({\frac {{\sqrt {3}}(\epsilon \ _{3}+\epsilon \ _{2})}{2\epsilon \ _{1}-\epsilon \ _{2}-\epsilon \ _{3}}})} (6)
Una vez que las deformaciones principales se han determinado a partir La ecuación (3) o la ecuación (5), el estado de deformación en la superficie de prueba está completamente definida. Si se desea, el deformación angular máxima se puede obtener directamente a partir de:
{\displaystyle \gamma \ _{m}ax=\epsilon \ _{P}-\epsilon \ _{Q}} (7)

## Esfuerzos principales y deformaciones principales
Como se mencionó anteriormente, uno de los tres elementos de la roseta de deformación debe ser empleado para determinar las deformaciones principales en un estado de tensión biaxial cuando las direcciones de los ejes principales son desconocidas. El objetivo experimental del análisis de tensión, es llegar a los esfuerzos principales, para que estos sean comparados con algún criterio de falla.
El estado completo de tensión (en la superficie de la pieza de ensayo) también puede obtenerse muy fácilmente cuando el material de ensayo cumple con ciertos requisitos en sus propiedades mecánicas. Si el material de ensayo es homogéneo en su composición, y es isótropo en sus propiedades mecánicas (es decir, las propiedades son las mismas en cada dirección), y si la relación esfuerzo deformación es lineal, y el esfuerzo es proporcional a deformación, entonces se puede utilizar la ley de Hooke para convertir las deformaciones principales en esfuerzos principales. Este procedimiento requiere, por supuesto, conocer el módulo de elasticidad (E) y La relación de Poisson (ν) del material. La ley de Hooke para el estado de tensión biaxial se puede expresar como sigue:
{\displaystyle \sigma \ _{P}={\frac {E}{1-\ni ^{2}}}\epsilon \ _{P}+\ni \epsilon \_Q} (8.1)
{\displaystyle \sigma \ _{Q}={\frac {E}{1-\ni ^{2}}}\epsilon \ _{Q}+\ni \epsilon \_P} (8.2)
Los valores numéricos de las deformaciones principales calculados con las ecuaciones (3) o la ecuación (5) puede ser sustituidos en la ecuación (10), junto con las propiedades elásticas, para obtener las esfuerzos principales. Como una alternativa, la ecuación (3) o la ecuación (5) en función del tipo roseta puede ser sustituido algebraicamente en las ecuaciones (10) para expresar los esfuerzos principales directamente en términos de las tres medidas de los esfuerzos y las propiedades de los materiales. resultando así:
Rectangular
{\displaystyle \sigma \ _{P},Q={\frac {E}{2}}({\frac {\epsilon \ _{1}+\epsilon \ _{3}}{1-\ni }}\pm {\frac {\sqrt {2}}{1-\ni }}{\sqrt {(\epsilon \ _{1}-\epsilon \ _{2})^{2}+(\epsilon \ _{2}-\epsilon \ _{3})^{2}}})} (9.1)
Delta
{\displaystyle \sigma \ _{P},Q={\frac {E}{3}}({\frac {\epsilon \ _{1}+\epsilon \_2+\epsilon \ _{3}}{1-\ni }}\pm {\frac {\sqrt {2}}{1-\ni }}{\sqrt {(\epsilon \ _{1}-\epsilon \ _{2})^{2}+(\epsilon \ _{2}-\epsilon \ _{3})^{2}+(\epsilon \ _{3}-\epsilon \ _{1})^{2}}})} (9.2)
Cuando el material de ensayo es isotrópico y lineal elástico en sus propiedades mecánicas (como se requiere para que la conversión de las deformaciones principales en esfuerzos sea válida), el eje del esfuerzo principal coincide con la dirección de las deformaciones principales.
Debido a esto, el ángulo θ que forma primera rejilla de la roseta con la dirección del esfuerzo principal está dada por la ecuación (5) para rosetas rectangulares, y por la ecuación (8) para delta rosetas.

## Consideraciones para la selección del tipo de roseta
Para la selección del tipo de galga extensiométrica a utilizar se tienen en cuenta parámetros como: el material al que se van a adherir las galgas, la deformación que soporta la galga, la longitud de la galga, la magnitud de amplificación de la señal, entre otras, con el fin de seleccionar la galga adecuada dependiendo de la aplicación que se le vaya a dar.
Además de los parámetros básicos nombrados anteriormente se deben tener en cuenta dos parámetros de vital importancia en el momento de la selección de la roseta a utilizar:
- El tipo de roseta: puede ser perpendicular, rectangular o delta.
- La construcción de la roseta: plana (en un solo plano) o apilada (en capas superpuestas).

La roseta perpendicular sólo debe utilizarse cuando la dirección de la tensión principal es conocida de antemano. Dos ejemplos clásicos para el uso de las rosetas perpendiculares son: el ensayo de un cilindro a compresión, y de una probeta a tensión, en ambos casos es de esperarse que los esfuerzos principales se encuentren sobre el eje de aplicación de la fuerza.
Debe tenerse especial cuidado en que esfuerzos externos no se presenten, ya que afectarían las direcciones de los esfuerzos principales. Las galgas extensiométricas no deben ser instaladas cerca a irregularidades geométricas (Agujeros, ranuras, bordes) pues pueden estas también alterar las direcciones principales. Las magnitudes de error debido a la desalineación de la roseta respecto a los ejes principales deben ser calculadas.
Como regla general, si hay incertidumbre sobre las direcciones de los esfuerzos principales deben usarse arreglos rectangulares o deltas con las rosetas. Cuando sea necesario y con el ajuste de datos correspondiente la roseta perpendicular puede instalarse en cualquier dirección, pero la mayor precisión se logrará cuando la alineación de la galga coincida con las direcciones principales, pues los resultados obtenidos coincidirán directamente con la magnitud de los esfuerzos principales a los que se encuentra sometido el cuerpo en estudio. Cuando las direcciones principales son desconocidas se recomienda el uso de tres elementos en arreglo rectangular o delta, en estos casos la roseta puede ser instalada sin importar la dirección y con los datos obtenidos pueden hallarse los esfuerzos principales y sus respectivas direcciones.

Configuraciones de una roseta rectangular geométricamente diferentes, pero funcionalmente equivalentes.

Las rosetas rectangulares han sido históricamente más populares porque las relaciones entre los datos (deformaciones) y los esfuerzos principales son más fáciles de obtener. Por otro lado las rosetas delta tienen la máxima uniformidad posible en cuanto a la distancia angular (120°), se presume que debido a ello produce un muestreo óptimo de la distribución de esfuerzos. Sin embargo actualmente con el avance en las calculadoras programable y los desarrollos de software (MDSolids por ejemplo, un software gratuito muy útil en labores de ingeniería), esta diferencia se hace poco importante, pues simplemente con ingresar los datos correspondientes a la deformación unitaria que son los reportados por las galgas, el software genera el círculo de Mohr con las esfuerzos principales y sus correspondientes direcciones. Por ello actualmente, la decisión entre usar rosetas delta o rectangulares, depende de las consideraciones de aplicación práctica, tal como la disponibilidad de existencias, el espacio disponible para la instalación, el arreglo de soldadura, etc.

Configuraciones de una roseta delta geométricamente diferentes, pero funcionalmente equivalentes.

Los tres tipos de rosetas: perpendicular (T), rectangular y delta; se fabrican en versiones planas o apiladas. En el arreglo planar de la roseta las galgas quedan situadas todas directamente sobre la superficie, de esta manera todas quedan sobre un plano único. Las rosetas apiladas son fabricadas como una superposición de dos o tres galgas, correctamente orientadas para que sólo se necesite un elemento medidor. Cuando las diferencias entre los gradientes de deformación en la superficie no son muy notorias, se recomienda el uso de la roseta plana. Este arreglo de la roseta ofrece las siguientes ventajas:
- Es delgada y flexible, con una mejor adaptabilidad a las superficies curvas.
- Necesita un refuerzo mínimo en comparación con la roseta apilada.
- Excelente disipación de calor en la parte de la superficie a ensayar.
- Disponibilidad en todas las formas estándar de las galgas.
- Máxima libertad de instalación del cableado.
- Óptima estabilidad.

Las principales desventajas del uso de rosetas planares surgen a partir de la mayor área de la superficie que requieren para su instalación, y la gran área sensible de las galgas que queda expuesta. Cuando el espacio disponible para la instalación es reducido, encaja mucho mejor una roseta apilada. Más importante aún, si existe un gradiente de deformación en el plano de la superficie de la pieza en prueba, los elementos individuales de la roseta, es decir cada galga, puede registrar diferentes sentidos y magnitudes de la deformación.
Para una longitud dada de las galgas, la roseta apilada ocupa la menor área posible, y sus centroides (centro geométrico) estarán ubicados todos exactamente sobre el mismo punto de la superficie de la pieza en prueba. Así el arreglo apilado en una roseta se acerca más a la medición real de las deformaciones en un punto.
Aunque normalmente es una consideración trivial debe señalarse que todas las galgas de una roseta apilada han de tener el mismo factor de galga y sensibilidad transversal, mientras en una roseta plana estas propiedades varan ligeramente, debido a las diferentes orientaciones relativas, respecto a la dirección de alineación que se le da a la roseta. Las indicaciones del fabricante documentan completamente estas propiedades de la roseta.
Debe tenerse en cuenta que las rosetas apiladas son notablemente más rígidas que las planas. Además los caminos de conducción de calor son mucho más largos en las rejillas superiores de las rosetas apiladas, problema de disipación de calor que puede ser mucho más crítico en materiales con baja conductividad térmica.
Teniendo en cuenta la baja disipación de calor de las galgas y por otra parte la alta influencia de los cambios de temperatura en su refuerzo, las rosetas apiladas pueden no ser la mejor opción en plásticos y materiales no metálicos. Una roseta apilada puede también dar lecturas erróneas de deformación cuando se aplica a un espécimen delgado en flexión, desde la galga superior en una pila de tres galgas puede ser de hasta de 0.0045 pulgadas (0.11 mm) hasta la superficie de la muestra. En resumen el uso de las rosetas apiladas se reserva para aplicaciones cuya limitación sea el uso de la mínima área posible de la superficie, y sea este parámetro el que sobre los demás gobierne la elección.

## Errores, correcciones y limitaciones
El objetivo de análisis experimental de tensiones es determinar los esfuerzos principales en un objeto de prueba con la mayor precisión posible, para asegurar la confiabilidad de la estructura bajo las condiciones de servicio. El proceso para obtener los esfuerzos principales consta de tres pasos básicos y secuenciales:
- Medición de deformaciones de la superficie con una roseta de deformación.
- La transformación de las deformaciones medidas en la roseta, en deformaciones principales.
- La conversión de deformaciones principales a esfuerzos principales.

Cada paso en este procedimiento tiene sus propias fuentes de error y los límites de aplicabilidad. Las mediciones con rosetas de deformación están sujetas, por supuesto, a los mismos errores (salida térmica, sensibilidad transversal, efectos derivados de la resistencia, etc) de las galgas extensiométricas de un solo elemento. Así mismo, se deben controlar y/o corregir dichos errores para obtener datos precisos. Por ejemplo la atenuación de la señal debido a la resistencia del cable conductor, debe ser eliminada con un cambio en la calibración, o numéricamente corregir la deformación para la atenuación calculada, con base en la resistencia de los hilos conductores y las galgas extensiométricas.
Debido a que al menos una de las rejillas en cualquier roseta se somete a una deformación transversal, que es igual o mayor que la deformación a lo largo del eje de la rejilla, siempre se debe tener en cuenta el error por sensibilidad transversal cuando se realiza la reducción de los datos obtenidos de la roseta. La magnitud del error en cualquier caso particular depende de la sensibilidad transversal, del coeficiente (kt) de la rejilla de galga, y de la relación de las deformaciones principales {\displaystyle \left(\epsilon \ _{P}\right)} / {\displaystyle \left(\epsilon \ _{Q}\right)} . En general, cuando Kt ≤ 1%, el error de sensibilidad transversal es lo suficientemente pequeño para ser ignorado. Sin embargo, a mayores valores de Kt, dependiendo de la precisión que requiera la medición, la corrección por sensibilidad transversal puede ser necesaria.
Cuando las mediciones de deformación se hacen en un ambiente térmico variable, el rendimiento térmico del sensor de deformación puede producir errores bastante grandes, a menos que la instrumentación este cero equilibrada a la temperatura de ensayo, bajo condiciones de deformación libres. Además, el factor de la banda de la galga extensiométrica cambia ligeramente con la temperatura. Después de tener la certeza de que los errores de medición de las deformaciones, como el anterior se han eliminado o controlado en un grado factible, surgen, por otro lado posibles errores en el procedimiento de transformación de las deformaciones para la obtención las deformaciones principales. Una fuente de error potencialmente grave se puede dar cuando el usuario intenta construir una roseta convencional de tres galgas, en un solo elemento. El error está causado por la desalineación de las galgas individuales dentro de la roseta. Si, por ejemplo, la segunda y la tercera galga en una configuración de roseta rectangular no están precisamente orientadas a 45° y 90°, respectivamente, desde la primera galga, las deformaciones principales calculadas serán un error. La magnitud del error depende, por supuesto, de la magnitud y dirección de la desalineación; pero también depende de la relación de los esfuerzos principales, {\displaystyle \left(\epsilon \ _{P}\right)} / {\displaystyle \left(\epsilon \ _{Q}\right)} , y de la orientación general de la roseta con respecto a los ejes principales. Para ciertas combinaciones de deformaciones principales, cuando la relación y orientación de la roseta tiene un error de alineación de 5 grados, en las galgas B y C puede producir un error de 20 % o más en una de las deformaciones principales.
En el proceso de medición de los esfuerzos y direcciones principales y en la transformación de las deformaciones, se asume un estado de deformación uniforme en el lugar donde se instala la roseta, está cubre un área limitada de la superficie de prueba, las grandes variaciones en el campo de deformación de esta zona pueden producir errores significativos en las deformaciones principales, en particular en rosetas planas.
Los requisitos de un material homogéneo y un estado de deformación uniforme se debilitan en ciertas circunstancias. Un ejemplo de ello es el uso de rosetas de deformación en materiales compuestos reforzados con fibra. Sin embargo, si la distancia entre puntos no homogéneos en el material (es decir, el espacio entre fibra a fibra ) es pequeño comparado con la longitud de calibre de la roseta, cada rejilla indicará la deformación media en la dirección de su eje.
Existe una limitación adicional entre la relación de la transformación de las deformaciones y los esfuerzos principales, que aunque no se encuentra con frecuencia en la rutina experimental del análisis de tensiones, debe tenerse en cuenta. La distribución de la deformación alrededor de un punto, como universalmente se trata en manuales y libros de texto en la mecánica de materiales, es desarrollado a partir de lo que se conoce como teoría de la deformación infinitesimal. Es decir, en el proceso para encontrar las ecuaciones que definen los esfuerzos y direcciones principales, se supone un pedazo de material lo suficientemente pequeño para que las aproximaciones de los esfuerzos normal y cortante puedan ser empleadas, sin introducir un error superior al:
{\displaystyle \epsilon +\epsilon ^{2}=\epsilon }
{\displaystyle \sin \gamma =\tan \gamma =\gamma }
Aunque a menudo no se reconocen, estas aproximaciones están incorporados en las ecuaciones que se usan en la práctica contemporánea de la teórica y experimentación del análisis de tensión . Esto incluye el concepto de círculo de Mohr y por lo tanto todas las ecuaciones para encontrar los esfuerzos y direcciones principales. La teoría de la deformación infinitesimal ha demostrado ser muy satisfactoria para la mayoría de los análisis de tensión, aplicados a materiales estructurales convencionales, ya que las deformaciones, por no decir «infinitesimales», son normalmente muy pequeñas en comparación con la unidad.
Sin embargo, las rosetas de bandas extensiométricas se utilizan a veces en la medición de deformaciones mucho más grandes, como en aplicaciones en plásticos y elastómeros, y en estudios del rendimiento y comportamiento de metales. Las magnitudes de las deformaciones superiores a aproximadamente 0,01 (10 000 με) se conocen comúnmente como «grandes» o «finitos», y, para estas, en los esfuerzos principales no se puede representar adecuadamente la variación real de la tensión alrededor de un punto. Dependiendo de las magnitudes involucradas en una aplicación particular, y en la precisión requerida para las esfuerzos principales, puede ser necesario emplear métodos de análisis para la reducción de datos de las rosetas.
El paso final en la obtención de las esfuerzos principales es el introducción de la ley de Hooke para el estado de esfuerzos. Para convertir las deformaciones principales en esfuerzos principales con la ley de Hooke se requiere, que el módulo de elasticidad y la relación de Poisson del material de prueba se conozca. Puesto que la tensión calculada es proporcional al módulo de elasticidad, cualquier error en el módulo de elasticidad (para los que una incertidumbre de 3 a 5 % es común) se lleva directamente a través del esfuerzo principal. Un error en la relación de Poisson tiene un efecto menor.
También es necesario para la correcta aplicación de la ley de Hooke que el material de ensayo tenga una relación lineal entre el esfuerzo y la deformación (E constante) en el intervalo de tensiones de trabajo. Normalmente no hay problema en satisfacer este requisito cuando se trata de materiales estructurales, tales como el acero convencional y aleaciones de aluminio. En Otros materiales (por ejemplo, algunos plásticos, hierro fundido y aleaciones de magnesio, etc) esta relación puede ser claramente no lineal.
Dado que el proceso de transformación de las deformaciones medidas a esfuerzos principales es independiente de las propiedades del material, las deformaciones en dichos materiales se pueden determinar a partir de las mediciones hechas con las rosetas. Sin embargo, las deformaciones principales no pueden ser convertidas con precisión a esfuerzos principales con La ley de Hooke si la relación esfuerzo deformación es sensiblemente no lineal.

## La roseta de deformación y el círculo de Mohr
La roseta de deformación es comúnmente usada para realizar las gráficas del círculo de Mohr, teniendo en cuenta los valores arrojados por el sensor. Se tienen como incógnitas las magnitudes principales y el ángulo de la orientación frente a un eje de referencia. La roseta de deformación arroja el valor de tres direcciones principales e independientes que serán las componentes normales de deformación. Las deformaciones cortantes no pueden ser medidas directamente.